# Egzorcysta (serial telewizyjny)
Egzorcysta (ang. The Exorcist) – amerykański serial z gatunku thriller wyprodukowany przez 20th Century Fox Television oraz Morgan Creek Productions. Serial jest adaptacją powieści Egzorcysta autorstwa William Peter Blatty. Premierowy odcinek został wyemitowany 23 września 2016 roku przez FOX.
12 maja 2018 roku stacja FOX ogłosiła zakończenie produkcji serialu po dwóch sezonach.
W Polsce serial był emitowany od 19 czerwca 2017 roku do 12 lutego 2018 roku przez FOX.

## Fabuła
Serial skupia się na grupie księży, którzy wykonują egzorcyzmy na ludziach opętanych przez demony.

## Obsada

### Główna
- Alfonso Herrera jako ksiądz Tomas Ortega[4]
- Geena Davis jako Regan Teresa MacNeil / Angela Rance[5] (sezon 1)
- Brianne Howey jako Katherine Rance[6] (sezon 1)
- Hannah Kasulka jako Casey Rance[7] (sezon 1)
- Kurt Egyiawan jako ksiądz Bennett[8]
- Ben Daniels jako ksiądz Marcus[4]
- Alan Ruck jako Henry Rance[9] (sezon 1)

### Role drugoplanowe
- David Hewlett jako głos Demona / demon Pazuzu
- Robert Emmet Lunney jako sprzedawca / kapitan Howdy / demon Pazuzu
- Mouzam Makkar jako Jessica
- Kirsten Fitzgerald jako Maria Walters
- Sharon Gless jako Chris MacNeil
- Camille Guaty jako Olivia
- Deanna Dunagan jako matka Bernadette
- Torrey Hanson jako kardynał Guillot
- John Cho jako Andrew Kim (sezon2)[10]
- Brianna Hildebrand jako Verity (sezon2)[11]
- Zuleikha Robinson (sezon2)[12]
- Li Jun Li jako Rose (sezon2)[13]

## Odcinki
| Sezon | Odcinki | Oryginalna emisja w FOX | Oryginalna emisja w FOX | Oryginalna emisja w Fox Polska | Oryginalna emisja w Fox Polska | Oryginalna emisja w Fox Polska |
| Sezon | Odcinki | Premiera sezonu         | Finał sezonu            | Premiera sezonu                | Finał sezonu                   |                                |
| ----- | ------- | ----------------------- | ----------------------- | ------------------------------ | ------------------------------ | ------------------------------ |
| 1     | 10      | 23 września 2016        | 16 grudnia 2016         | 19 czerwca 2017                | 21 sierpnia 2017               |                                |
| 2     | 10      | 29 września 2017        | 15 grudnia 2017         | 18 grudnia 2017                | 12 lutego 2018                 |                                |

## Produkcja
24 stycznia 2016 roku stacja FOX zamówiła pilotażowy odcinek The Exorcist, którego producentami wykonawczymi zostali: Jeremy Slater, James Robinson, David Robinson i Barbara Wall.
W marcu 2016 roku ogłoszono, że Alfonso Herrera, Ben Daniels, Brianne Howey, Hannah Kasulka oraz Kurt Egyiawan dołączyli do obsady serialu. W kwietniu 2016 roku ogłoszono, że główną rolę w serialu zagra Geena Davis.
11 maja 2016 roku stacja FOX zamówiła pierwszy sezon The Exorcist na sezon telewizyjny 2016/2017.
W czerwcu 2016 roku do obsady serialu dołączył Alan Ruck; wciela się w rolę Henry'ego Rance'a.
13 maja 2017 roku stacja FOX ogłosiła przedłużenie serialu o drugi sezon.
W czerwcu 2017 roku, poinformowano, że w drugim sezonie nie powrócą: Geena Davis, Brianne Howey, Hannah Kasulka oraz Alan Ruck.
W kolejnym miesiącu ogłoszono, że John Cho, Brianna Hildebrand, Zuleikha Robinson oraz Li Jun Li dołączyli do obsady drugiego sezonu